# Cerdedo-Cotobade
Cerdedo-Cotobade és un municipi de la província de Pontevedra a Galícia. El municipi va ser creat el 22 de setembre de 2016 per la fusió dels municipis de Cerdedo i Cotobade.

## Parròquies
Aguasantas (Santa María) | Almofrei (San Lourenzo) | Borela (San Martiño) | Carballedo (San Miguel) | Caroi (Santiago) | Castro (Santa Baia) | Cerdedo (San Xoán) | Corredoira (San Gregorio) | Figueiroa (San Martiño) | Folgoso (Santa María) | Loureiro (Santiago) | Parada (San Pedro) | Pedre (Santo Estevo) | Quireza (San Tomé) | Rebordelo (San Martiño) | Sacos (Santa María) | San Xurxo de Sacos (San Xurxo) | Tenorio (San Pedro) | Tomonde (Santa María) | Valongo (Santo André) | Viascón (Santiago)